# 沸騰曲線

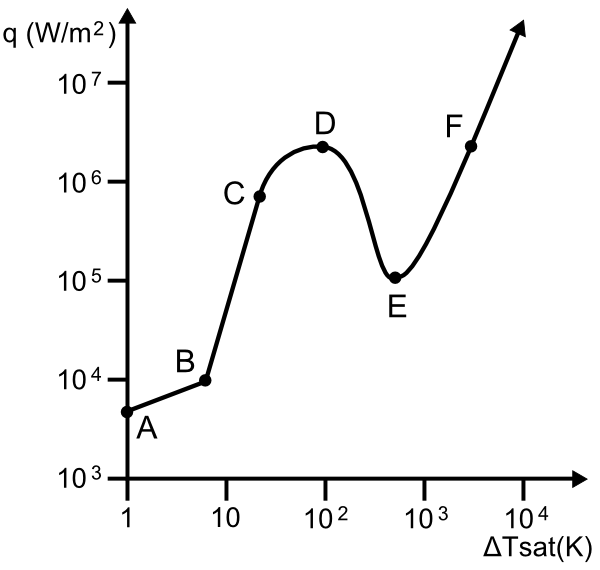
沸騰曲線

沸騰曲線（ふっとうきょくせん、英: Boiling curve）とは、液体の沸騰現象の形態を熱流束と過熱度との関係で表した基本的な曲線である。抜山四郎の、水中に張った白金線の電流による加熱の研究による。

## 概要
液体の自由表面よりも下の面が加熱を受けて沸騰する、プール沸騰（Pool boiling）において明瞭に現れる。伝熱面から液体へ単位時間に伝えられる熱の量を熱流束q (W/m2) で、伝熱面の温度Tw と液体の飽和温度（沸点）Tsat との差を過熱度（Superheat）ΔTsat で表し、q とΔTsat をそれぞれ縦軸と横軸にして液体への過熱過程を両対数グラフに描くとS字の曲線となる。これを沸騰曲線(Boiling curve)または抜山曲線と呼ぶ。
沸騰曲線は以下の領域に大別できる。
非沸騰領域加熱初期で伝導面温度が低い間は液体には沸騰が起こらず、自然対流による熱伝導がしばらく続く。熱流束q は緩やかに上昇する。（図ではA-B間）
核沸騰領域液体の温度が上昇して部分的に沸点に達すると沸騰が始まり急激に熱流束が高まる。沸騰は特定の点（発泡核）から蒸気泡が発生する核沸騰（Nucleate boiling）と呼ばれる状態になる。熱流束q はしばらく直線的に（ΔTsat の3～4乗に比例して）上昇し点Cで熱伝達率h = q /ΔTsat が極大となった後、やがて鈍化し点Dでピークに達する。（図ではB-C-D間）
遷移沸騰領域発泡核の数が増えて蒸気の発泡周期も短くなり、伝熱面を覆う点状の沸騰は激しくなり、部分的に蒸気の膜となってつながった形態をなす。この状態は遷移沸騰（Transition boiling）と呼ばれ、熱流束q は極大熱流束点Dから極小熱流束点Eまで下がり続ける。（D-E間）
膜沸騰領域伝導面の全面を沸騰した蒸気が膜となって覆い、やがてその蒸気膜と液体との接触面から直接に沸騰を始める。この状態は膜沸騰（Film boiling）と呼ばれ、熱流束q は極小熱流束点Eから再び上昇する。（E-F間とそれ以降）
グラフ上の各点はそれぞれ次のように呼ばれる。
- B：飽和開始点（Incipient boiling point）
- C：核沸騰限界点（DNB点、Departure from nucleate boiling point）、または抜山点
- D：極大熱流束点（CHF点、Critical heat flux point）、または限界熱流束点,バーンアウト点。またこのときの温度差ΔTsat(D)を臨界温度差という。
- E：極小熱流束点（MHF点、Minimum heat flux point）、またはライデンフロスト点（Leidenfrost point）

核沸騰の初期には発泡核から生じた蒸気泡が流体中でつぶれて音を発するようになる。このように飽和温度(沸点)と液体の温度に差がある状態での沸騰現象をサブクール沸騰（Subcooled boiling）と呼ぶ。飽和温度と液体の温度との差はサブクール度と呼ばれる。液体全体が飽和温度に達した時の沸騰は飽和沸騰（Saturated boiling）と呼ばれる。